# حزب الكرم
الكرم هو حزب سياسي في موريتانيا بقيادة الشيخ ولد محمد ولد حجبو.

## التاريخ
فاز الحزب بستة مقاعد في انتخابات 2013 البرلمانية.